# Osmia rostrata
Osmia rostrata är en biart som beskrevs av Sandhouse 1924. Osmia rostrata ingår i släktet murarbin, och familjen buksamlarbin. Inga underarter finns listade i Catalogue of Life.